# Kometen kommer
Kometen kommer är den andra boken av Tove Jansson i serien om Mumintrollen. Den gavs ut 1968 och är en omarbetning av den år 1946 utgivna Kometjakten. En tidigare omarbetning av samma bok som gavs ut på 1950-talet hette Mumintrollet på kometjakt.
Tove Jansson skrev boken under andra världskriget och influerades av de katastrofstämningar som rådde i Finland och världen. Folk flyr i panik, flyttar från sina trygga hem som blivit hotade, även bibliska undergångsmotiv skildras. Stämningen är tryckt inför den förmodat annalkande katastrofen, och de olika figurerna i Mumindalen reagerar på olika sätt inför faran. I denna bok får man för första gången träffa bland annat Snusmumriken, Snorken och Snorkfröken.

## Handling

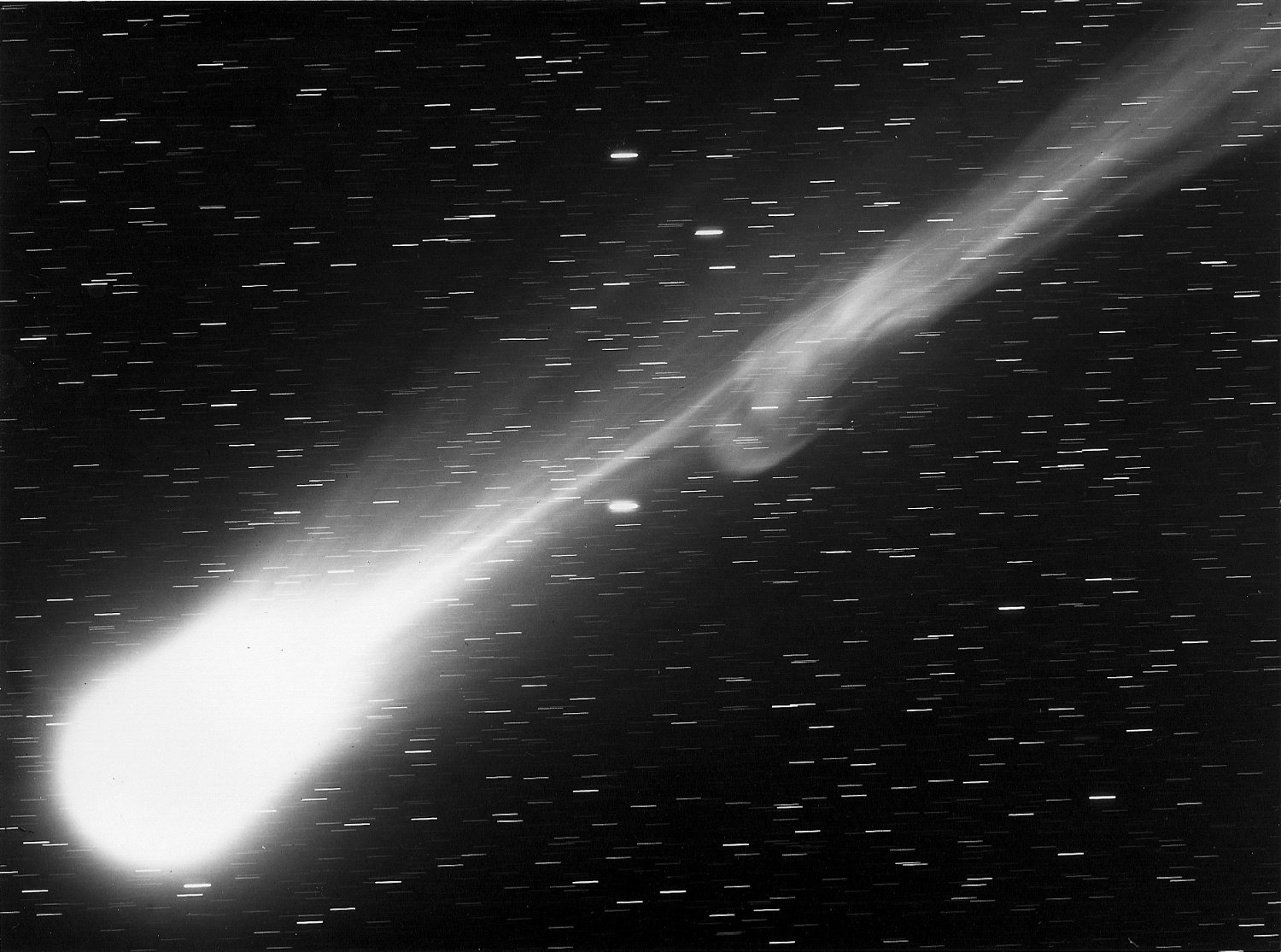
Allt eftersom kometen närmar sig blir det varmare och varmare, till slut drar sig även havet tillbaka.

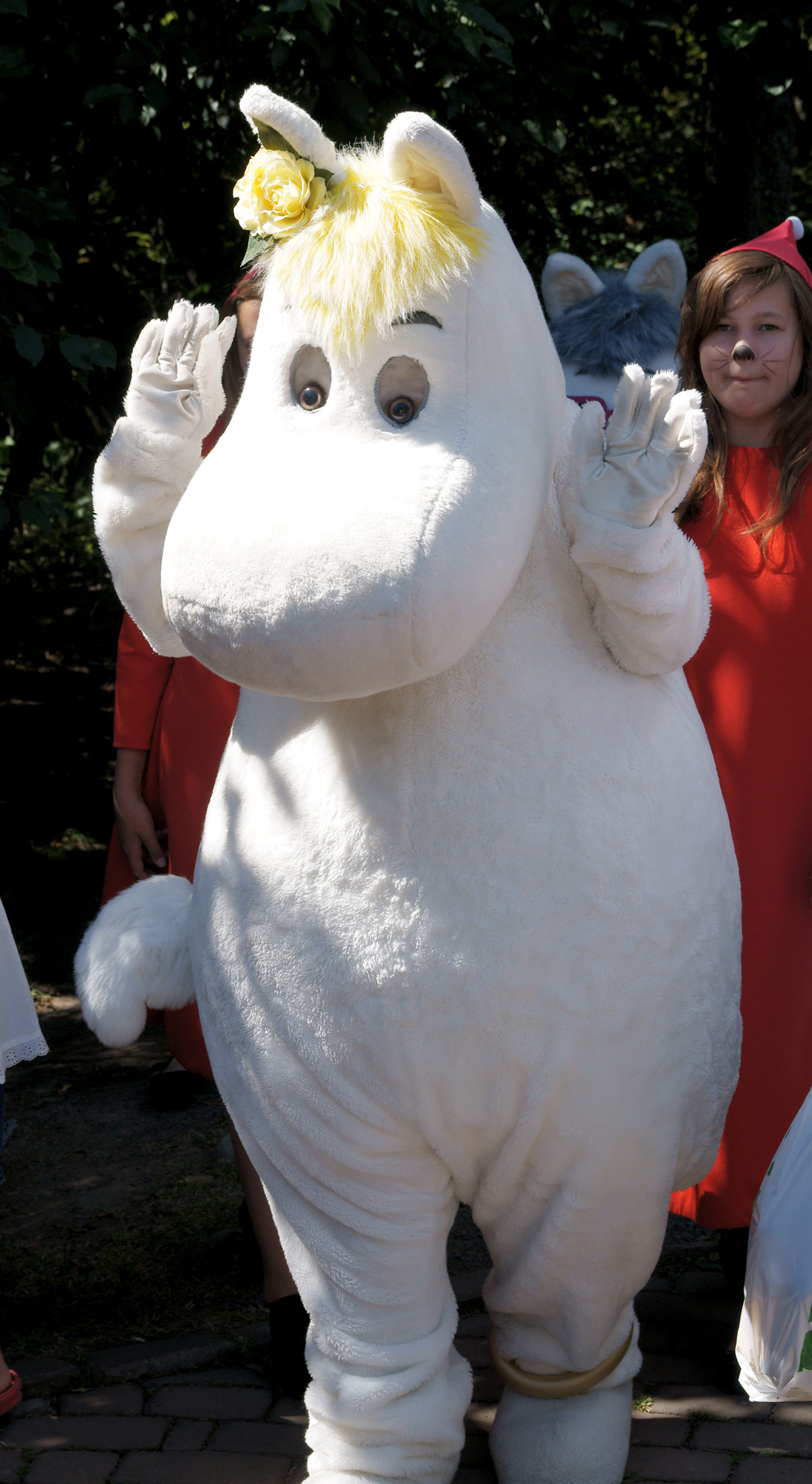
I boken räddas Snorkfröken av Mumintrollet från en dödlig växt.

Mumintrollet och Sniff är ute i skogen och hittar en mystisk stig som leder dem ut till havet. Medan Mumintrollet letar efter pärlor hittar Sniff en grotta med en bortsprungen kattunge i. Glatt springer de tillbaka till Muminhuset där Sniff stolt berättar om sin upptäckt för Muminmamman. Några dagar efter får Muminfamiljen besök av filosofen Bisamråttan som berättar att hans bo under bron blivit förstört av det kraftiga regnovädret. Bisamråttan erbjuds stanna i Muminhuset tills vidare och under hans vistelse berättar han att han på senaste tiden känt underliga saker i luften och menar att en stor katastrof snart kommer att inträffa.
Mumintrollet och Sniff får snart höra att en vilsen röd stjärna med svans är på väg rakt emot Mumindalen och ger sig iväg till ett observatorium i en segelbåt för att ta reda på mer. Under deras resa träffar de på Snusmumriken som följer med dem och försöker lugna den orolige Sniff genom att berätta historier och spela musik på sitt munspel. Snusmumriken berättar att det finns en vacker klyfta fylld av granater och Sniff blir genast till sig av lycka. Sniff plockar på sig så många han kan men efter att ha jagats av en jätteödla tappar han allihop. Därefter fastnar deras båt i en grotta och de håller på att falla ner i ett mörkt hål men blir räddade av en hemul i en håv. De hittar småningom observatoriet och forskarna uppger den exakta tidpunken då kometen ska anlända.
När Mumintrollet hittar en skinande fotring säger Snusmumriken att den tillhör Snorkfröken och förklarar vilka de båda snorksyskonen är. Snorkfröken ses några dagar efter sitta fast i en dödlig växt kallad angostura, men blir räddad av Mumintrollet som skär loss grenarna på växten. Snorkfröken och hennes bror Snorken följer därefter med vännerna på resan tillbaka till Mumindalen. Trots faran tar de sig ändå tid åt att köpa presenter i en butik och att dansa i skogen. Värmen från kometen har torkat ut havet och gruppen måste korsa på styltor. De träffar sedan en annan hemul (frimärkssamlare) som följer med dem på hemfärden. Inte långt hemifrån hamnar de i en cyklon och de använder hemulens klänning som en ballong som snabbt för dem till Muminhuset.
Hemulen blev väldigt förargad över att cyklonen tog hans frimärksalbum, men hemma vid Muminhuset där Muminmamman oroligt väntar med en välkomsttårta återfår han albumet med alla frimärken i gott skick. Gruppen bestämmer sig därefter för att söka skydd i Sniffs grotta och gör upp en lista över saker de ska ta med sig. Väl inne i grottan då kometen är mycket nära lämnar Sniff grottan efter ett gräl och alla blir genast oroliga. Mumintrollet ger sig ut för att hämta tillbaka honom och lyckas ganska precis. När kometen är som närmast kramar alla om varandra i tron om att de ska gå under vilken sekund som helst. Underligt nog slår kometen aldrig ner och nästa dag ser de hur katastrofen lättat.

## Figurer som presenteras i boken
- Snusmumriken
- Snorken
- Snorkfröken
- Den botaniske Hemulen (i denna bok en frimärkssamlare)
- En annan hemul som samlar på insekter
- Bisamråttan

## Filmatiseringar
Boken har filmatiserats två gånger:
- Kometen kommer, finsk/japansk animerad film från 1992
- Mumintrollet och kometjakten, finsk stop motion-film från 2010